# Raoul Curet
Pour les articles homonymes, voir Curet.
Raoul Curet, né le 8 septembre 1920 à Aix-en-Provence, où il est mort le 29 décembre 2016, est un acteur français.

## Biographie
Il est le fils d’Eugène Curet, avocat à la cour, journaliste (rédacteur en chef du journal «Le Petit Niçois" puis de "Marseille-Matin) et écrivain (Grand Prix de littérature rhodanienne pour son livre les « Chroniques de Peyrolles »). 
Passionné par le théâtre et l’aviation, il débuta sur la scène dès l’adolescence en tant qu’amateur en créant à Manosque une troupe avec ses camarades de l’époque. « Les jours heureux » de Claude-André Puget, qu’il mit en scène en interprétant le rôle de Bernard, lui valurent un succès personnel. La guerre interrompit ses espoirs et il rejoignit l’Armée de l’air où il intégra l’école de pilotage.
Il fut notamment chanteur dans le groupe des Quat'Jeudis. Il est un second rôle qu'on a notamment vu au cinéma dans L'Homme à la Buick, Le Viager, Le Mouton enragé et L'Enquête corse. Il a aussi fait de la télévision. Il a également effectué des doublages de films. Il fut notamment la première voix française régulière de Glenn Ford.

## Théâtre
- 1952 : Le Sire de Vergy de Robert de Flers et Gaston Arman de Caillavet, mise en scène Jean-Pierre Grenier, Théâtre La Bruyère
- 1961-1963 : Le Maître de Santiago de Henry de Montherlant, mise en scène Jean Marchat, Festival des nuits de Bourgogne Dijon, Château du Plessis-Macé
- 1964 : Rebrousse-Poil de Jean-Louis Roncoroni, mise en scène Pierre Fresnay, Théâtre de l'Œuvre.

## Filmographie

### Cinéma
- 1949 : Au grand balcon d'Henri Decoin
- 1951 : Nous irons à Monte-Carlo de Jean Boyer
- 1952 : Rires de Paris d'Henri Lepage
- 1952 : Femmes de Paris de Jean Boyer
- 1956 : La Joyeuse Prison d'André Berthomieu
- 1957 : C'est arrivé à 36 chandelles de Henri Diamant-Berger
- 1965 : Pas de panique de Sergio Gobbi
- 1966 : Réseau secret de Jean Bastia
- 1966 : L'Homme à la Buick de Gilles Grangier
- 1967 : Le Grand Bidule de Raoul André
- 1968 : La Coqueluche de Christian-Paul Arrighi
- 1969 : Une drôle de bourrique de Jean Canolle
- 1971 : Le Viager de Pierre Tchernia : le projectionniste
- 1972 : L'Affaire Dominici de Claude Bernard-Aubert
- 1973 : J'irai comme un cheval fou de Fernando Arrabal
- 1973 : La Main à couper d'Étienne Périer
- 1973 : Le Mouton enragé de Michel Deville
- 1975 : Le Téléphone rose d'Édouard Molinaro
- 1975 : Adieu poulet de Pierre Granier-Deferre
- 1975 : Le Diable au cœur de Bernard Queysanne
- 1975 : Les Ambassadeurs de Naceur Ktari
- 1976 : Brigade call girl de Jean-Claude Roy
- 1977 : Le Pays bleu de Jean-Charles Tacchella
- 1977 : Monsieur Papa de Philippe Monnier
- 1977 : Ne me touchez pas (Arrête ton cinéma) de Richard Guillon (inédit en salles)
- 1978 : Les Zizis en folie de Jean-Claude Roy
- 1982 : La Baraka de Jean Valère
- 1988 : Trois Places pour le 26 de Jacques Demy
- 1988 : La Légende de Guillaume de Dominique Dattola (court-métrage)
- 1989 : Présumé dangereux de Georges Lautner
- 1989 : La Gloire de mon père d'Yves Robert
- 1989 : Le Château de ma mère d'Yves Robert
- 1991 : 588, rue Paradis d'Henri Verneuil
- 1991 : Betty de Claude Chabrol
- 1998 : Le Schpountz de Gérard Oury
- 2001 : Comme ça, J'entends la mer d'Hélène Milano (court-métrage)
- 2004 : L'Enquête corse d'Alain Berberian

### Télévision
- 1961-1962 : Le Temps des copains de Robert Guez : Oncles Charles (ép. 50) / Monsieur Laroche
- 1962 : Un mort à la une (Les Cinq Dernières Minutes no 27) de Pierre Nivollet
- 1963 : Le Chevalier de Maison Rouge de Claude Barma
- 1964 : Rocambole de Jean-Pierre Decourt : Colard puis le Pâtissier
- 1967 : Les Habits noirs de René Lucot : Me Cotentin de la Lourdeville
- 1967 : L'Espagnol de Jean Prat : le docteur
- 1967 : Meurtre en sourdine de Gilbert Pineau
- 1967 : En votre âme et conscience, épisode L'Affaire Daurios ou le Vent du Sud de  Guy Lessertisseur
- 1969 : La Main du mort de Guy Jorré
- 1969 : En votre âme et conscience, épisode L'Affaire Fieschi de  Claude Dagues
- 1970 : Un mystère par jour, épisode L'Indicateur de Jacques Audoir
- 1971 : Les Cinq Dernières Minutes, épisode Les Yeux de la tête de Claude Loursais
- 1972 : François Gaillard ou la Vie des autres de Jacques Ertaud, épisode Pierre
- 1972 : Les Boussardel : l'oncle Théodore
- 1973 : Joseph Balsamo, feuilleton d'André Hunebelle
- 1973 : Ton amour et ma jeunesse, série d'Alain Dhénaut : Max Vesly
- 1973 : La Ligne de démarcation, épisode François : le docteur Baillat
- 1973 : Les Cinq Dernières Minutes : Meurtre par intérim de Claude Loursais
- 1973 : Au théâtre ce soir : Jean-Baptiste le mal-aimé d’André Roussin, mise en scène Louis Ducreux, réalisation Georges Folgoas, théâtre Marigny
- 1973 : L'Hiver d'un gentilhomme de Yannick Andréi : abbé Magnan
- 1974 : La Folie des bêtes, feuilleton de Fernand Marzelle
- 1974 : À dossiers ouverts, épisode L'Intrus de Claude Boissol
- 1974 : Malaventure, épisode Dans l'intérêt des familles de Joseph Drimal
- 1975 : Paul Gauguin de Roger Pigaut
- 1975 : Les Brigades du Tigre, épisode Collection 1909 de Victor Vicas
- 1975 : Les Grands Détectives d'Alexandre Astruc, épisode La Lettre volée : Dutoit
- 1975 : Les Peupliers de la Prétentaine (série) de Jean Herman
- 1976 : Minichronique de René Goscinny et Jean-Marie Coldefy, épisode La Fable publicitaire
- 1976 : Nick Verlaine ou Comment voler la tour Eiffel, de Claude Boissol, épisode Histoire d'eau
- 1977 : Le Passe-muraille de Pierre Tchernia : Malefroi
- 1978 : Madame le juge, épisode Le Dossier Françoise Muller d’Édouard Molinaro
- 1978 : Les Folies Offenbach, épisode La Valse oubliée de Michel Boisrond
- 1978 : Claudine en ménage d'Édouard Molinaro
- 1979 : Avoir été de Roland-Bernard
- 1979 : L'Étrange Monsieur Duvallier de Victor Vicas, épisode : Casse Cash
- 1979 : Les Quatre Cents Coups de Virginie de Bernard Queysanne
- 1981 : Sans famille de Jacques Ertaud : le directeur de l'hospice
- 1982 : Les Nouvelles Brigades du Tigre de Victor Vicas, épisode Le Complot de Victor Vicas
- 1983 : La Veuve rouge d'Édouard Molinaro
- 1989 : L'Or du diable de Jean-Louis Fournier.

## Doublage

### Cinéma

#### Films
- Glenn Ford dans (15 films) :
  - Texas (1941) - Tod Ramsey
  - Les Desperados (1943) - Cheyenne Rogers (1er doublage)
  - Gilda (1946) - Johnny Farrell
  - Traquée (1947) - Mike Lambert
  - La Peine du talion (1948) - Col. Owen Devereaux
  - Les Amours de Carmen (1948) - Don José
  - Le Maître du gang (1949) -  Frank Warren
  - Le Démon de l'or (1949) - Jacob 'Dutch' Walz
  - L'Affaire de Trinidad (1952) - Steve Emery
  - Règlement de comptes (1953) - Dave Bannion
  - Désirs humains (1954) - Jeff Warren
  - Le Souffle de la violence (1955) - John Parrish
  - L'Homme de nulle part (1956) - Jubal Troop
  - 3 h 10 pour Yuma (1957) - Ben Wade
  - Cow-boy (1958) - Tom Reece
- 1948 : Far West 89 - Dave (Robert Clarke)
- 1953 : Le Sabre et la Flèche - Martinez (Ric Roman)
- 1954 : Du plomb pour l'inspecteur - Detective Fine (Alan Dexter)
- 1962 : L'Homme qui aimait la guerre - Docteur Randall (Bernard Braden)
- 1965 : Les Chemins de la puissance - Mottram (Nigel Davenport)
- 1965 : Le Jeune Cassidy - un révolutionnaire dans la section du capitaine White (Derry Power) et le gendarme présent au bar The Cat and Cage[Qui ?]
- 1965 : 36 Heures avant le débarquement - le capitaine Abbott (Ed Gilbert)
- 1967 : Coup de gong à Hong Kong - le docteur (Dong Ham)
- 1968 : La Bataille de San Sebastian - Felipe Cayetano (Jorge Martínez de Hoyos)
- 1969 : Le Capitaine Nemo et la ville sous-marine - Swallow Bath (Kenneth Connor)
- 1969 : La Valse des truands - Oliver Hady (George Tyne)
- 1969 : Filles et show business - le maire Gilchrist (Bill Zuckert)
- 1970 : Le Reptile - Skinner (Bert Freed)
- 1970 : Tick Tick Tick et la violence explosa - Frank Braddock Sr. (Karl Swenson)
- 1970 : Waterloo - le chef d'escadron William Ramsay (Willoughby Gray)
- 1971 : Le Décaméron - voix d'un disciple fêtant Giotto en buvant[Qui ?]
- 1972 : Frenzy - L’inspecteur principal Oxford (Alec McCowen)
- 1973 : L'Homme des Hautes Plaines - le barbier (William O'Connell)
- 1973 : Pat Garrett et Billy le Kid - Rupert (Walter Kelley)
- 1973 : Don Angelo est mort - Benny, le patron du bar (Dick Balduzzi)
- 1974 : Le Crime de l'Orient-Express - Bianchi (Martin Balsam)
- 1974 : Contre une poignée de diamants -  Cedric Harper (Donald Pleasence)
- 1974 : Tremblement de terre - Sam Royce (Lorne Greene)
- 1974 : Le flic se rebiffe - Le professeur Mason (Lawrence Dobkin)
- 1975 : Brannigan - Sir Charles Swann (Richard Attenborough)
- 1975 : L'Odyssée du Hindenburg - Albert Breslau (Alan Oppenheimer)
- 1975 : Lepke, le caïd - Schwartz (Johnny Silver)
- 1975 : Un coup de deux milliards de dollars - Jacob Rabannowitz (Yossi Graber)
- 1975 : Les Insectes de feu - Pr Mark Ross (Alan Fudge)
- 1975 : Liquidez l'inspecteur Mitchell - Rudy Moran (Sidney Clute)
- 1975 : Le Solitaire de Fort Humboldt - révérend Peabody (Bill McKinney)
- 1976 : La Bataille de Midway - Vice Adm. Moshiro  (Dale Ishimoto)
- 1976 : Le Désert des Tartares - capitaine von Sern (Kamran Nozad)
- 1976 : La Carrière d'une femme de chambre - un invité à la soirée[Qui ?]
- 1977 : MacArthur, le général rebelle - général Thomas Blamey (Gerald S. Peters)
- 1979 : 1941 - Meyer Mishkin (Iggie Wolfington)